# Euphorbia azorica
Euphorbia azorica är en törelväxtart som beskrevs av Ferdinand von Hochstetter. Euphorbia azorica ingår i släktet törlar, och familjen törelväxter. Inga underarter finns listade i Catalogue of Life.

## Bildgalleri

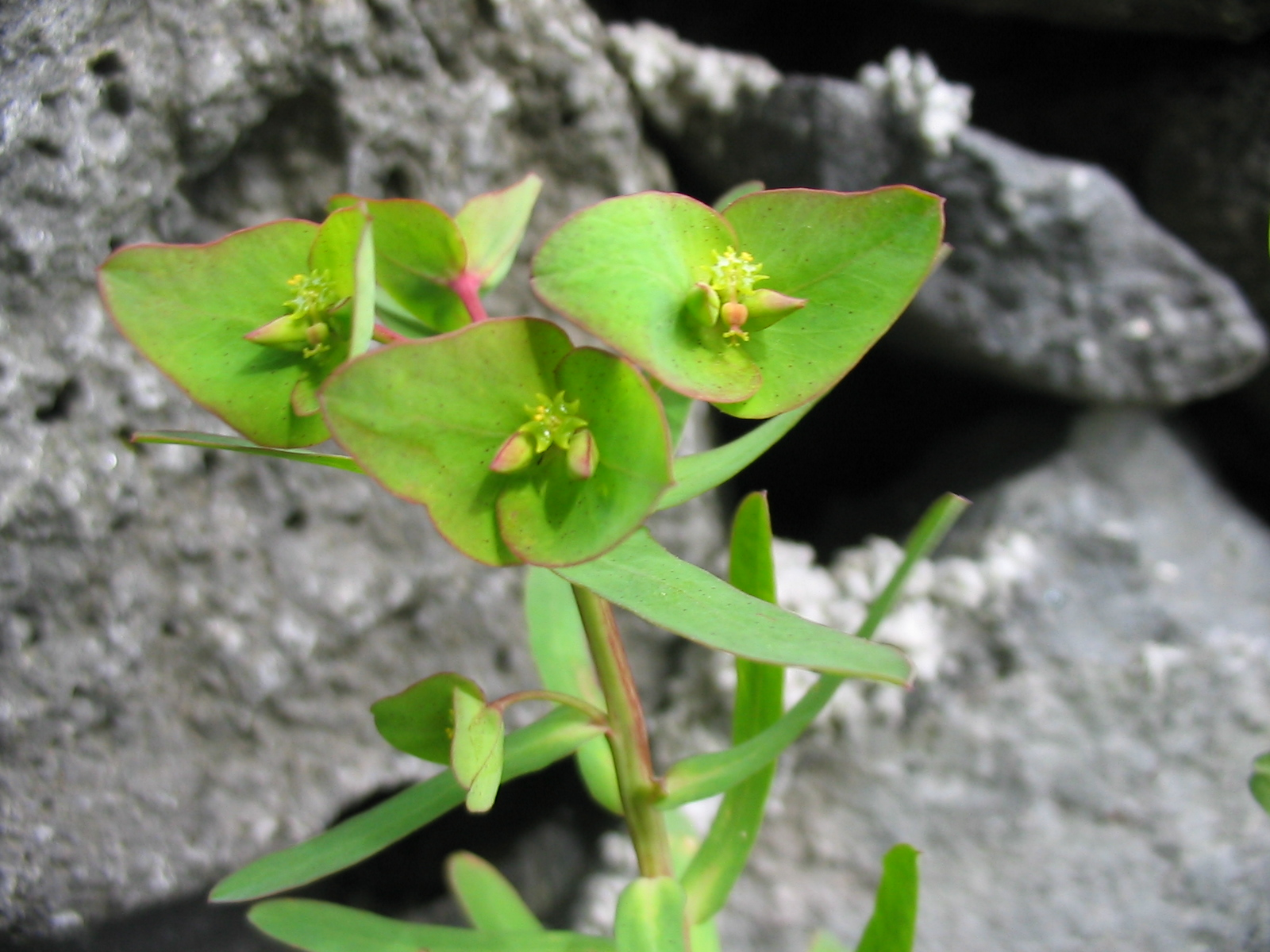
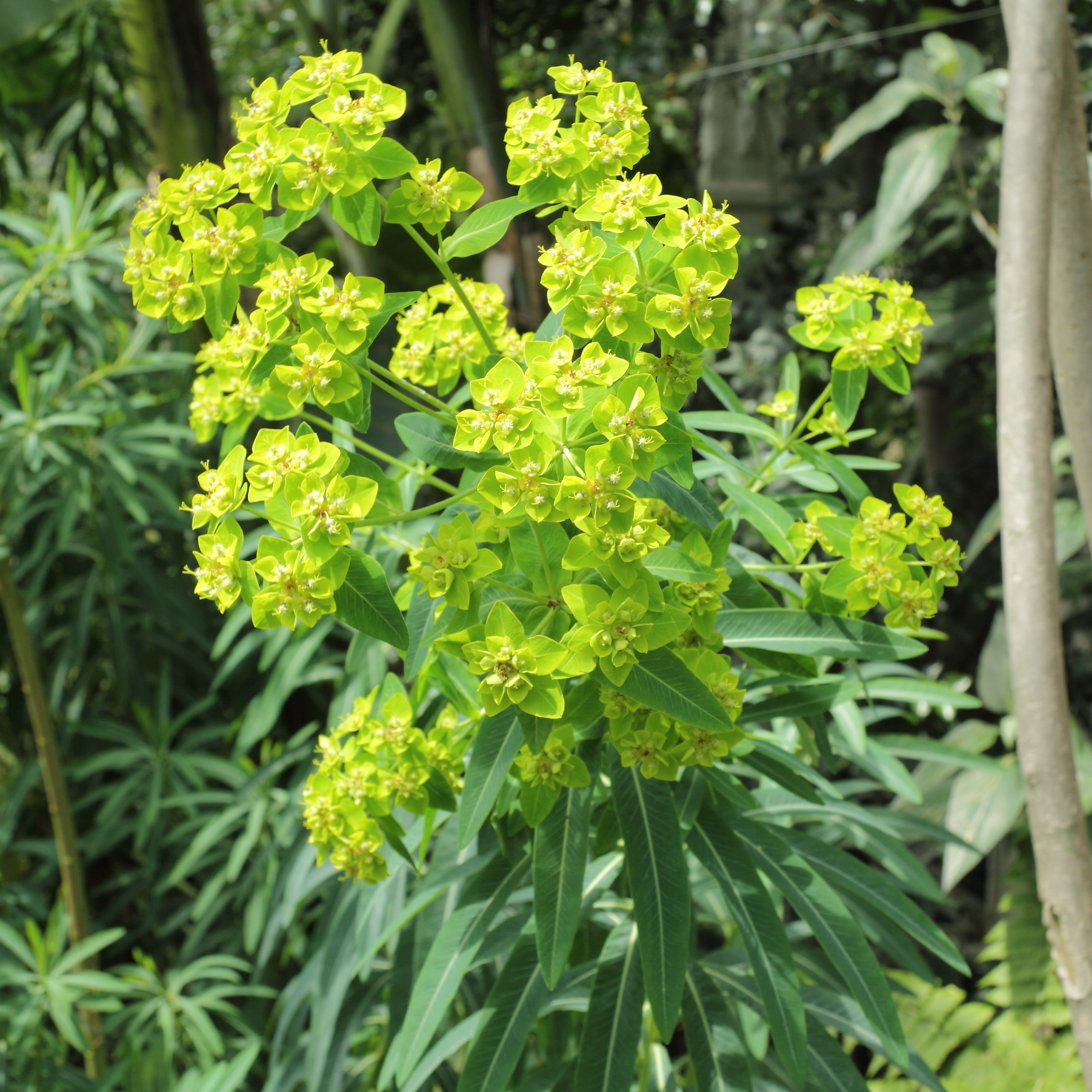
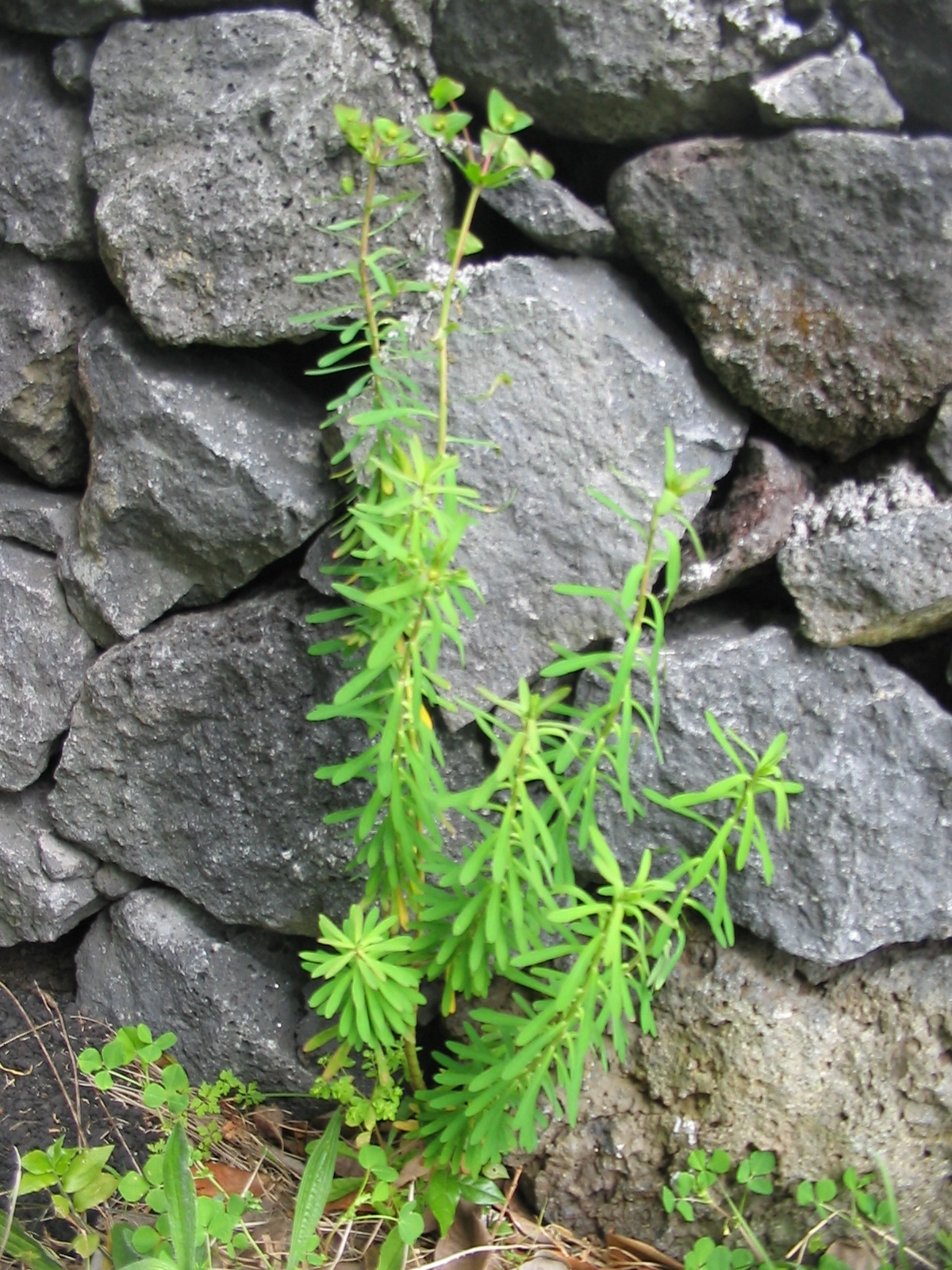
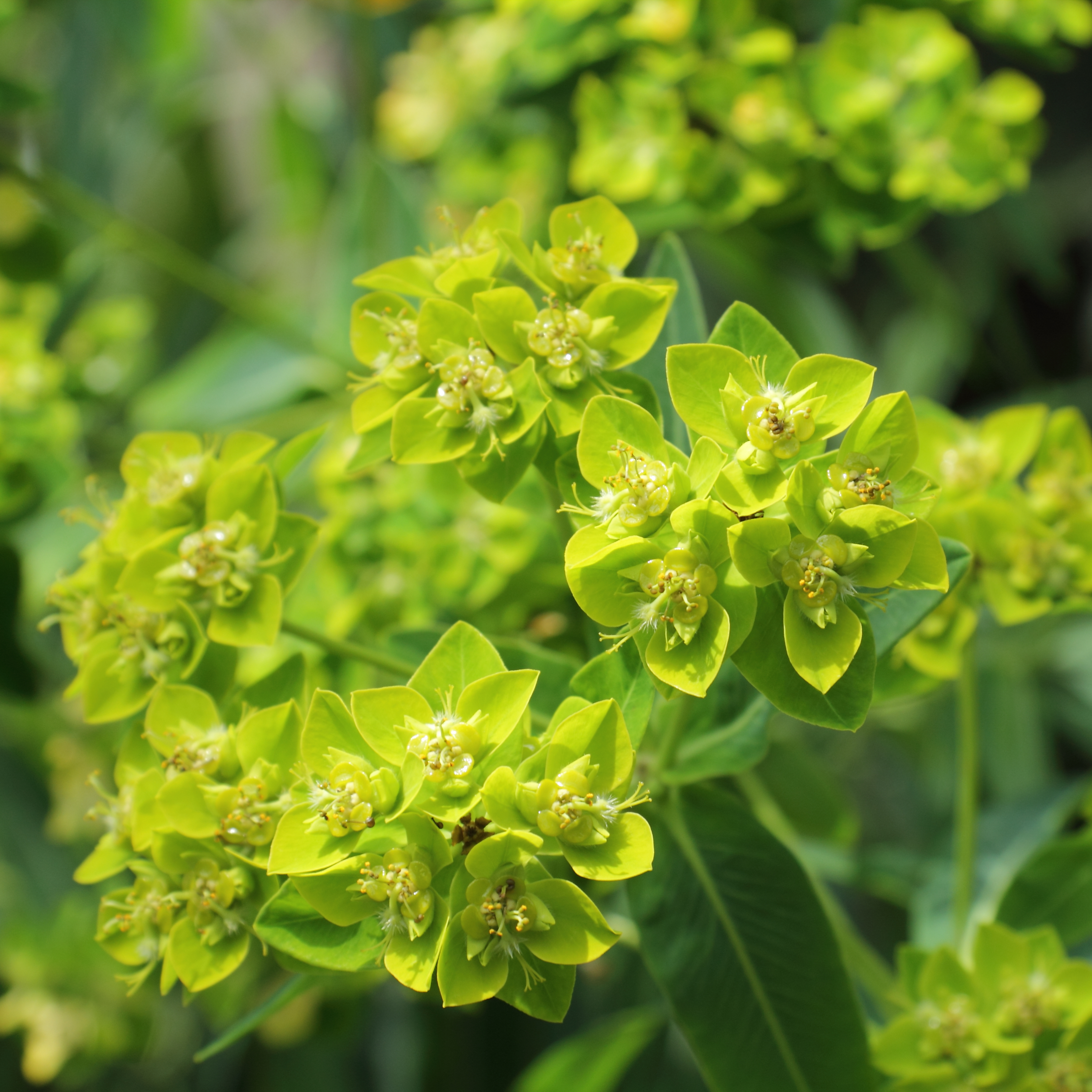